# 石碁镇
石碁镇是中国广东省广州市番禺区下辖的一个镇，位于番禺区中部。辖区总面积71.26平方公里，下辖7个社区29个村，常住户籍人口约9.1万人，外来人口约25万人。镇内有傍东流芳堂、石碁同安社等名胜古迹。

## 行政区划
石碁镇下辖以下地区：
前锋村、大刀沙村、海傍村、低涌村、长坦村、雁洲村、石碁村、官涌村、南浦村、永善村、莲塘村、塱边村、小龙村、凌边村、金山村、桥山村、文边村、岐山社区、大龙社区、海傍农场生活区。

## 交通

### 地铁
█3号线：石碁南站、海涌路站、海傍站
█4号线：石碁站、海傍站、低涌站